# Campeonato Goiano 2010
In 2010 werd het 67ste Campeonato Goiano gespeeld voor voetbalclubs uit Braziliaanse staat Goiás. De competitie werd georganiseerd door de FGF en werd gespeeld van 17 januari tot 2 mei. Atlético Goianiense werd kampioen.

## Eerste fase
| Plaats | Club                | Wed. | W | G | V  | Saldo | Ptn. |
| ------ | ------------------- | ---- | - | - | -- | ----- | ---- |
| 1.     | Atlético Goianiense | 18   | 9 | 4 | 5  | 46:30 | 31   |
| 2.     | Santa Helena        | 18   | 8 | 6 | 4  | 30:22 | 30   |
| 3.     | Vila Nova           | 18   | 9 | 2 | 7  | 30:24 | 29   |
| 4.     | Goiás               | 18   | 8 | 4 | 6  | 31:25 | 28   |
| 5.     | Anapolina           | 18   | 7 | 6 | 5  | 32:29 | 27   |
| 6.     | CRAC                | 18   | 7 | 5 | 6  | 25:30 | 26   |
| 7.     | Morrinhos           | 18   | 4 | 7 | 7  | 27:31 | 19   |
| 8.     | Trindade            | 18   | 4 | 7 | 7  | 24:30 | 19   |
| 9.     | Itumbiara           | 18   | 3 | 9 | 6  | 22:25 | 18   |
| 10.    | Canedense           | 18   | 4 | 4 | 10 | 25:46 | 16   |

|  | Geplaatst voor tweede fase |
|  | Degradatie                 |

## Tweede fase
|  | Halve finale        | Halve finale | Halve finale |   |                     | Finale | Finale | Finale |
|  |                     |              |              |   |                     |        |        |        |
|  | Goiás               | 0            | 2            |   |                     |        |        |        |
|  | Atlético Goianiense | 0            | 4            |   |                     |        |        |        |
|  | Atlético Goianiense | 0            | 4            |   | Atlético Goianiense | 4      | 3      |        |
|  |                     |              |              |   | Atlético Goianiense | 4      | 3      |        |
|  |                     | Santa Helena | 0            | 1 |                     |        |        |        |
|  | Vila Nova           | Santa Helena | 0            | 1 | 1                   | 2      |        |        |
|  | Vila Nova           |              |              |   | 1                   | 2      |        |        |
|  | Santa Helena        | 3            | 4            |   |                     |        |        |        |

### Kampioen
| Campeonato Goiano de 2010                |
| Goiás                                    |
| ---------------------------------------- |
| ATLÉTICO GOIANIENSE Kampioen (11° titel) |